# Joe Dirt
Joe Dirt is een Amerikaanse filmkomedie uit 2001 onder de regie van Dennie Gordon met in de hoofdrollen David Spade, Brittany Daniel en Dennis Miller.

## Verhaal
Met Joe Dirt gaat het niet zo goed, hij woont in een ketelruim en werkt als schoonmaker bij een radiostation. Hij is echter nog wel positief ingesteld. Op een dag wordt hij ontdekt door de producent van een radioprogramma. De producent vindt Joe zo marginaal dat hij hem in zijn radioprogramma wil hebben. Joe Dirt wordt tegenover de bekende dj Zander Kelly gezet om zo zijn levensverhaal met de wereld te kunnen delen.

## Rolverdeling
| Acteur             | Personage      |
| ------------------ | -------------- |
| David Spade        | Joe Dirt       |
| Brittany Daniel    | Brandy         |
| Dennis Miller      | Zander Kelly   |
| Adam Beach         | Kicking Wing   |
| Christopher Walken | Clem           |
| Jaime Pressly      | Jill           |
| Kid Rock           | Robby          |
| Erik Per Sullivan  | Jonge Joe Dirt |

## Ontvangst
Rotten Tomatoes gaf de film een score van 11 procent gebaseerd op 75 beoordelingen, Metacritic gaf de film een score van 20 gebaseerd op 26 beoordelingen.

## Prijzen en nominaties
Nominaties (2001)
- De Teen Choice Award voor Film - Choice Comedy